# René Reyes
René José Reyes Velásquez (Porlamar, 21 de febrero de 1978) es un exbeisbolista profesional venezolano. Jugó en la Major League Baseball (MLB) con el equipo de los Rockies de Colorado en la temporada 2003-2004.

## Trayectoria
René Reyes nació en la ciudad de Porlamar, en la Isla de Margarita. Comenzó su carrera deportiva en el año 1998 con los Leones del Caracas, quienes originalmente lo habían firmado como receptor, pero luego pasó a ser jardinero. No fue hasta el año 2002 cuando comenzó a jugar con más regularidad.
Su única experiencia en la MLB, fue con los Rockies de Colorado en las temporadas 2003-2004. Reyes bateó .220 con dos jonrones y ocho carreras impulsadas en 81 juegos.
En el año 2004 es trasladado vía cambio a los Cardenales de Lara junto con el lanzador Lino Urdaneta, por el también lanzador Edwin Hurtado, quien pasaría a los Leones del Caracas. En la final de la temporada 2004-2005, vistió la camiseta de los Tigres de Aragua en calidad de refuerzo. 
En el año 2007 es dejado libre y se une a las filas de los Bravos de Margarita. Luego, en 2013 pasa a los Tiburones de La Guaira en un cambio por el lanzador Anthony Ortega. En 2015 es objeto de un nuevo cambio, esta vez a las Águilas del Zulia por el lanzador Adys Portillo, mas duraría poco tiempo en ese equipo al ser transferido a los Caribes de Anzoátegui por Francisco Buttó y Johermyn Chávez.
En la temporada 2019-20, el 18 de noviembre, en un partido contra Tigres de Aragua, Reyes bateó su imparable número 1000 de por vida en la LVBP. En Venezuela, René Reyes obtuvo cinco anillos de campeón, tres con los Tigres de Aragua (2005, 2009 y 2012), Leones del Caracas (2010), y Caribes de Anzoátegui (2018), y se llevó el premio al Jugador más Valioso de la Final en la 2008-09
Junto con Luis Raven y Eduardo «Charallave» Ríos son los tres jugadores que han vestido las camisetas de siete de los ocho equipos que conforman la LVBP.